# Seriphidium amoenum
Seriphidium amoenum là một loài thực vật có hoa trong họ Cúc. Loài này được (Poljakov) Poljakov miêu tả khoa học đầu tiên năm 1961.